# Frédéric Mistral
Joseph Étienne Frédéric Mistral (Maillane, 8 de septiembre de 1830-Marsella, 25 de marzo de 1914) fue un escritor francés en lengua occitana.

## Biografía
Nació en una familia rural acomodada. Sus padres se llamaban François Mistral y Adelaide Poulinet. Empezó a ir a la escuela bastante tarde, a los nueve años. Entre 1848 y 1851, estudia derecho en Aix-en-Provence y se convierte en defensor de la independencia de la Provenza y sobre todo del provenzal, "primera lengua literaria de la Europa civilizada".

### Félibrige
De vuelta a Maillane, Mistral se une al poeta Joseph Roumanille (Roumanilha, en occitano), y ambos se convierten en los artífices del renacimiento de la lengua occitana. Juntos fundan el movimiento del félibrige, que permitió promover la lengua occitana con la ayuda de Alphonse de Lamartine: este movimiento acogerá a poetas catalanes expulsados de España por Isabel II.[cita requerida]
Con su obra, Mistral rehabilita la lengua provenzal, llevándola a las más altas cimas de la poesía épica: la calidad de esta obra se consagrará con la obtención de los premios más prestigiosos. 
Se dedicó a trabajar recopilando desde su masía para redactar un diccionario y textos de canciones.

### Mireio
Su obra principal fue Mirèio (Mireia), a la que dedicó ocho años de esfuerzos. La publicó en 1859. En oposición a lo que hubiera sido la ortografía habitual, que debiera haber sido Mirelha, Mistral debe ceder a la imposición de su editor, Roumanille, y optar por una grafía simplificada, que desde entonces se llama "mistraliana", en oposición a la grafía "clásica" heredada de los trovadores. Mireia cuenta el amor de Vincent y de la bella provenzal Mireia. Esta historia es equiparable a la de Romeo y Julieta, aunque la lengua occitana aporta una mayor riqueza al texto al mostrar la fuerza de los sentimientos, sobre todo oralmente con el acento.
Charles Gounod compuso una ópera, Mireille, con este tema en 1863.

### Otras obras
Además de Mireio, Mistral es autor de Calendal, Nerte, Lis isclo d’or ("Las Islas de Oro"), Lis oulivado ("Las olivadas"), El poema del Ródano, obras todas ellas que sirven para que se le considere el mayor de los escritores en lengua provenzal.
Mistral recibió el Premio Nobel de Literatura en 1904 junto a  José de Echegaray. Con el importe del premio creará el Museon Arlaten en Arlés.
Casado con María Luisa Rivière, no tiene hijos con ella, no obstante de una relación con una empleada de su familia tuvo un hijo natural, de quién hay descendencia hoy.

## Obras
- Mirèio (Mireya) (1859)
- Calendau (1867)
- Lis isclo d’or (La isla de oro) (1875)
- Nerto (1884), relato
- La reino Jano (La reina Juana) (1890), drama
- Lou pouemo dou rose (1897)
- Moun espelido, Memori e Raconte (1906), memorias
- Discours e dicho (1906)
- La genesi, traducho en prouvençau (1910)
- Lis oulivado (1912)
- Lou tresor dou felibrige (1878-1886)
- Proso d’Armana, póstumos 1926-1927-1930

## Homenajes
- Su apellido fue tomado por la escritora y Premio Nobel chilena Gabriela Mistral como seudónimo.
- Actualmente, Frederic Mistral es también una escuela en Barcelona. En Barcelona también tiene una avenida dedicada, l'Avinguda de Mistral.
- El asteroide (5033) Mistral es nombrado en honor al Frédéric Mistral